# Classe Tupi (1893)
A classe Tupi refere-se a três cruzadores torpedeiros construídos na Alemanha para a Marinha do Brasil. Os dois primeiros Tupi e Timbira foram lançados em 1893, com o último, Tamoio, em 1898. Possuíam pequenas diferenças entre si, sendo mais evidente o Tamoio. Tupi deslocava 1 190 toneladas, tinha 79,20 m de comprimento, 9,38 m de boca, 5 m de pontal e 3,05 de calado, sendo as mesmas características do Timbira, com exceção de seu comprimento que era de 76,10 m. Tamoyo deslocava 1 080 toneladas, tinha 86,04 m de comprimento, 8,80 m de boca, 5,58 m de pontal e 3,80 m de calado. Os dois primeiros cruzadores foram comissionados na Marinha em 1896, com o último em 1900. As embarcações foram sucateadas em 1920.